# Piedad Rondanini
La Piedad Rondanini se encuentra en el museo del Castillo Sforzesco de Milán. Considerada como la última obra esculpida por Miguel Ángel, ya que estuvo trabajando en ella seis días antes de morir. Fue encontrada en su estudio después de su muerte e inventariada como:

Estatua iniciada de un Cristo con otra figura encima, juntas, esbozadas y sin acabar.

 En agosto de 1564 Miguel Ángel regaló la figura, aún en ejecución, a su criado Antonio del Francese, a pesar de que continuó trabajando en ella hasta su defunción.
Más tarde fue adquirida por el marqués de Rondanini, permaneciendo en su palacio durante mucho tiempo. Finalmente, en 1956, fue adquirida por el ayuntamiento de Milán, que la destinó al museo Cívico del castillo de Sforzesco.
El grupo escultórico se encuentra sin acabar, y el trabajo se ve claramente que fue realizado en diversas etapas. Tiene partes completamente acabadas y otras aún en elaboración, como el rostro de la Virgen. De esta escultura, dice Georg Simmel que «ya no hay ninguna materia contra la que el alma tenga que defenderse. El cuerpo ha renunciado a la lucha por su propio valor; los fenómenos carecen de cuerpo».
Desde un punto ideológico, la escultura se ha relacionado con el momento de la cultura reformista que rodeaba a Vittoria Colonna y donde participaba el escultor.